# Wasini
L'île de Wasini se situe dans l'Océan Indien en près de la côte sud du Kenya, près de Shimoni et du parc marin national de Kisite-Mpunguti et possède une barrière de corail exposée. Elle mesure 5 km sur 1 km de large.

## Géographie
Wasini est célèbre pour la richesse de son écosystème corallien, où il est possible de nager sans équipement (snorkelling) au milieu d'une impressionnante biodiversité de coraux, poissons, invertébrés marins, mais aussi tortues et dauphins, particulièrement prisés des touristes. 
Il n'y existe aucune route ni automobile, ni de système d’approvisionnement en eau. Cette île a été un centre swahili.

## Le Jardin de Corail
Wasini compte aussi un monument extrêmement rare : le « jardin de corail », un ensemble de ruines naturelles d'un récif de corail fossile, situé au-dessus du niveau actuel de la mer mais qui sont régulièrement ré-inondés lors des marées exceptionnellement hautes. On peut y voir évoluer une population de crabes violonistes, ainsi que 6 espèces d'arbres de mangrove et une espèce d'herbe halophile capable de survivre sous l'eau de mer. Les femmes de Wasini y ont construit un ponton, le plus grand d'Afrique, pour permettre aux touristes d'y circuler à pied sec et sans abîmer le fragile écosystème. 

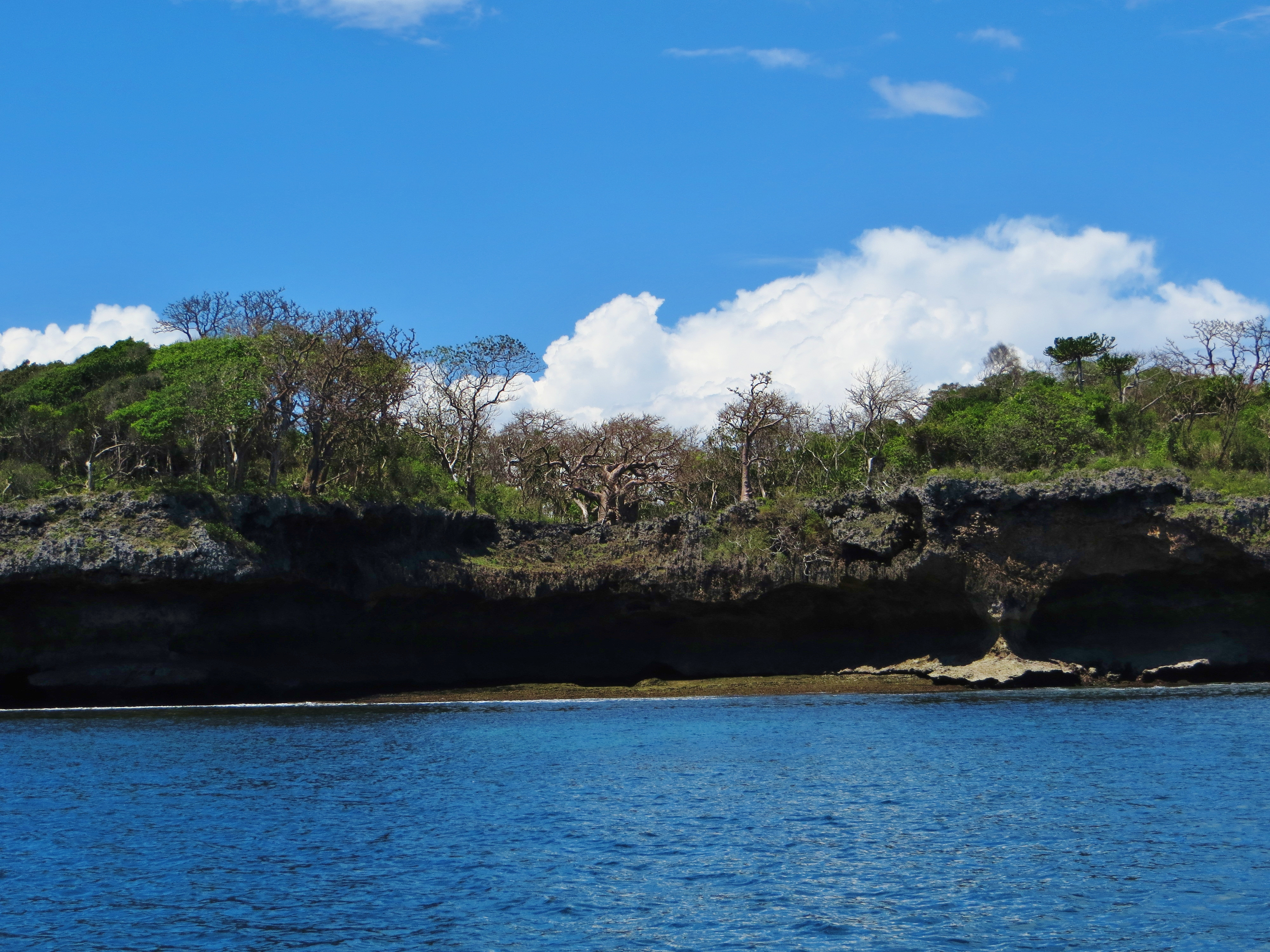
L'île est située sur un récif de corail fossile, qui se voit bien le long des côtes.
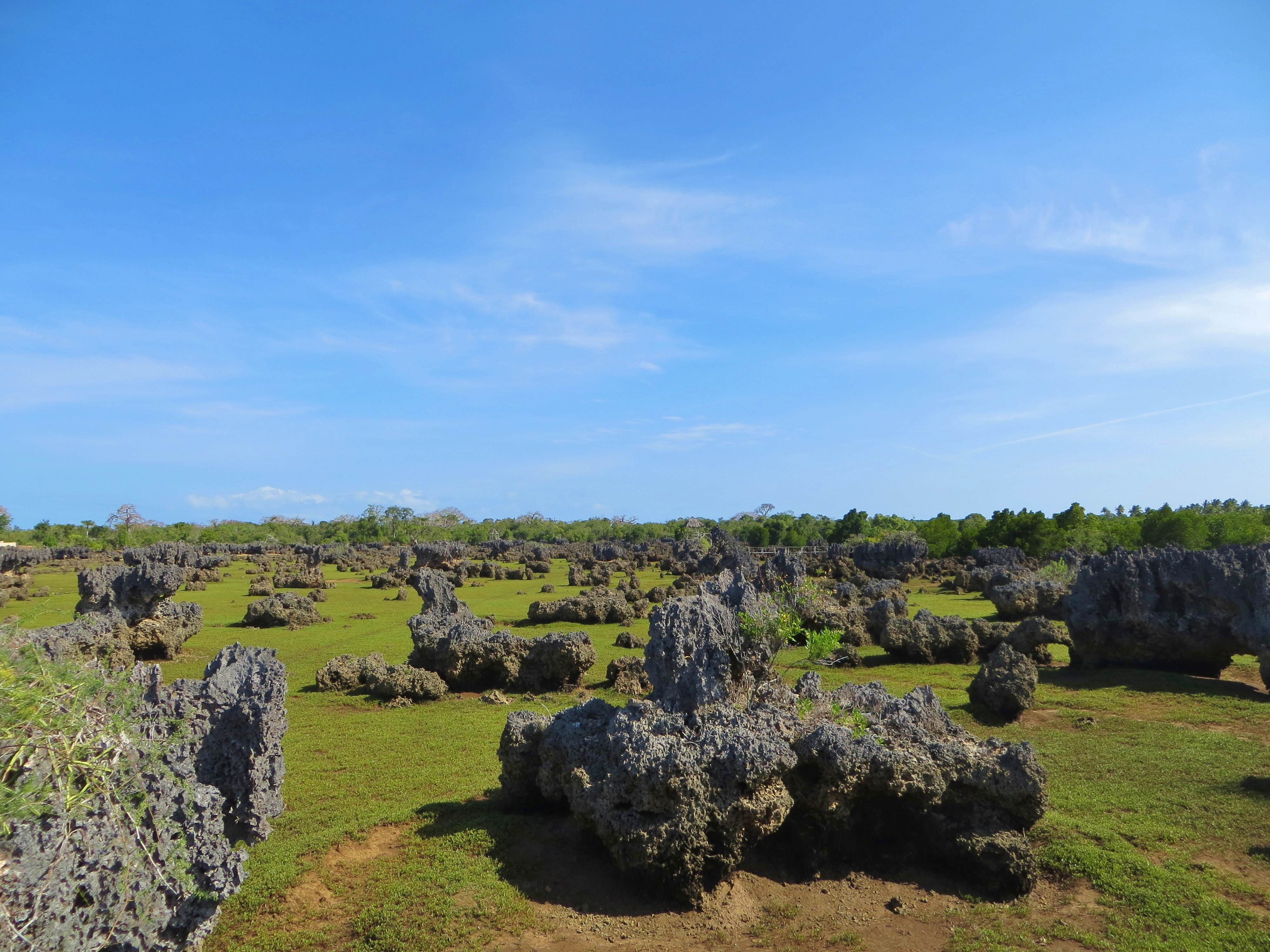
Le Jardin de Corail à marée basse.